# 7364 Otonkučera
7364 Otonkučera è un asteroide della fascia principale. Scoperto nel 1996, presenta un'orbita caratterizzata da un semiasse maggiore pari a 2,2645648 UA e da un'eccentricità di 0,1605671, inclinata di 2,33499° rispetto all'eclittica.